# Aphis lupuli
Aphis lupuli är en insektsart. Aphis lupuli ingår i släktet Aphis och familjen långrörsbladlöss. Inga underarter finns listade i Catalogue of Life.